# Ruble rus
El ruble rus (en rus российский рубль, transcrit rossiski rubl, o simplement рубль, rubl) és la moneda de la Federació Russa, i antigament també ho havia estat de la Unió Soviètica i de l'imperi Rus. També l'utilitzen les repúbliques d'Abkhàzia i Ossètia del Sud, autoproclamades independents de Geòrgia.
Un ruble està dividit en 100 copecs (копеек, transcrit kopéiek). El codi ISO 4217 de l'actual ruble rus és RUB, i el d'abans de la revaluació de 1998, RUR. El símbol en alfabet llatí acostuma a ser R o Rub i en ciríl·lic, руб. És emès i controlat pel Banc de Rússia (Банк России, Bank Rossii).

## Història

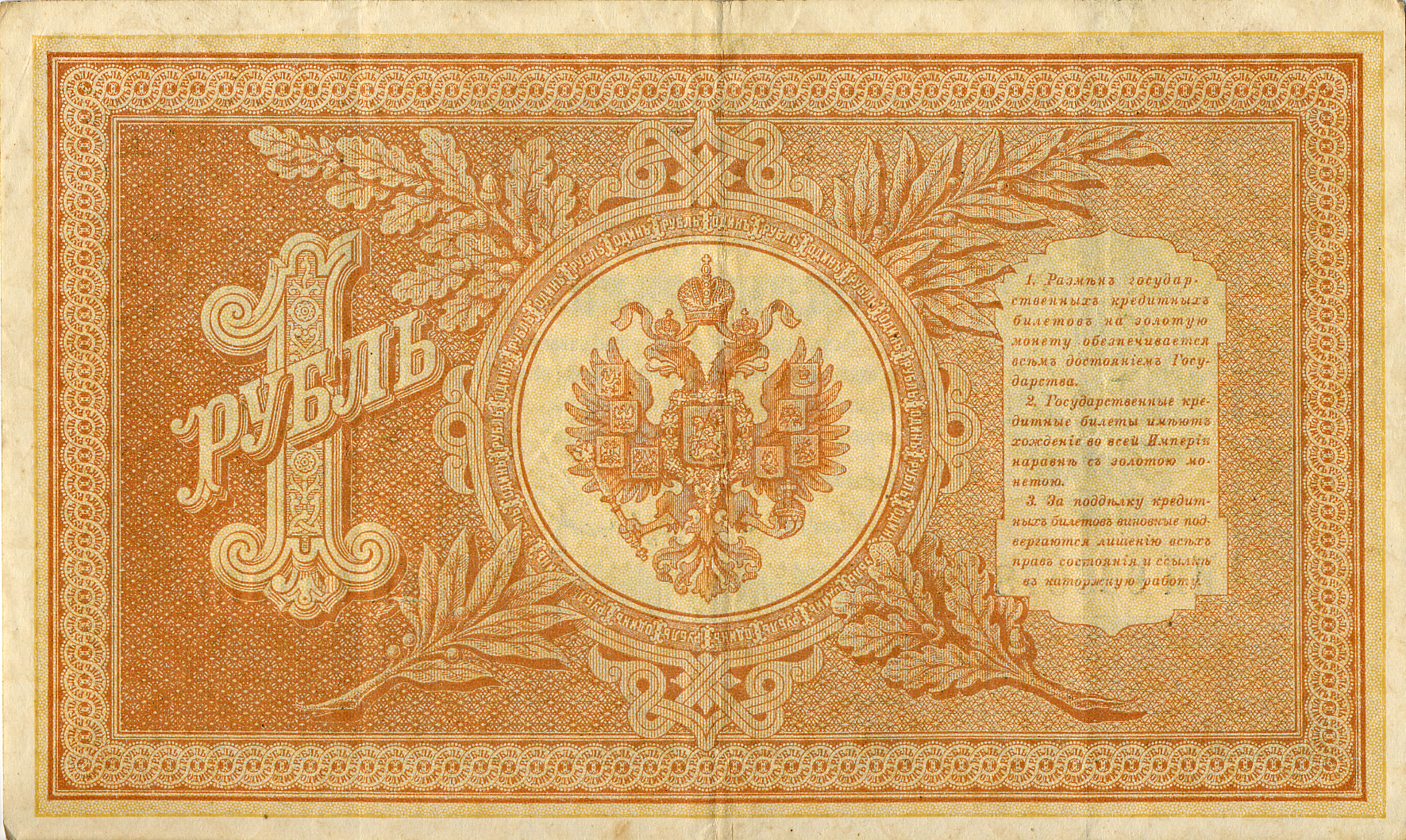
Bitllet d'1 ruble de l'imperi Rus (1898)

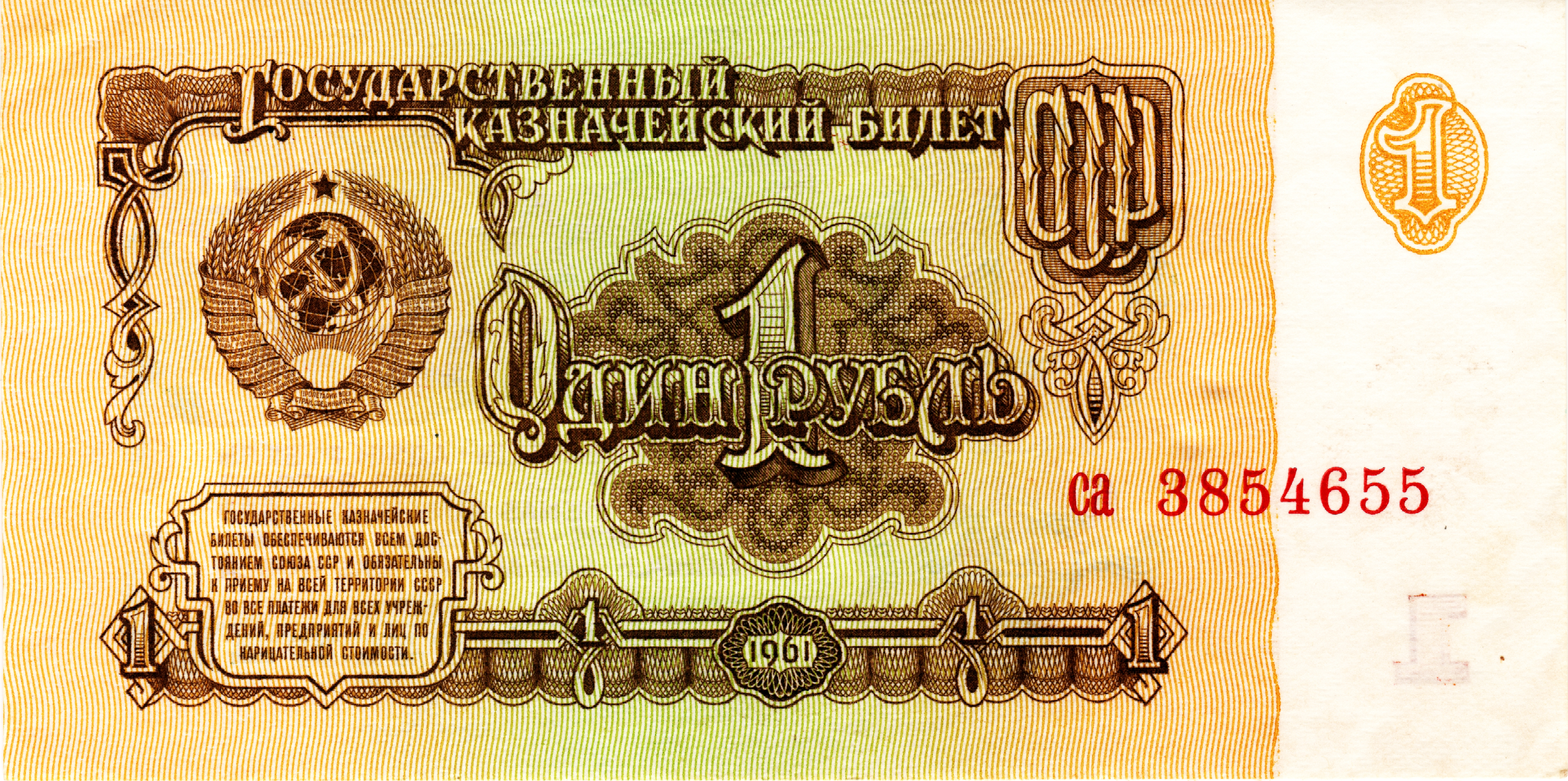
Bitllet d'1 ruble de la Unió Soviètica (1961)

El ruble ha estat la moneda de Rússia durant molts segles. La paraula "ruble" deriva del verb rus рубить (transcrit rubit), que vol dir 'tallar'. Això es deu al fet que les primeres peces es tallaven i s'encunyaven a partir de lingots d'argent (grivna). La primera vegada que es va encunyar una moneda de ruble va ser el 1321. Des del 1710 es divideix en 100 copecs.
El ruble gairebé no va perdre valor des de la seva implantació definitiva al segle xvi fins a la Revolució d'Octubre de 1917, gràcies al control autocràtic dels tsars. Des de llavors, però, ha sofert diverses revaluacions, la primera encara en temps de l'Imperi, el 1922, a causa d'una gran inflació, en què de 10.000 antics rubles se'n va fer un de nou. En època soviètica també hi va haver revaluacions: els anys 1923 (taxa de canvi 100:1), 1924 (50.000:1), 1947 (10:1) i 1961 (10:1).
Vegeu també: Ruble soviètic
Finalment, en l'actual Federació Russa, després que les diverses repúbliques exsoviètiques han adoptat cadascuna la seva pròpia moneda i arran de la gran inflació de la dècada del 1990, hi ha hagut també una revaluació del ruble l'1 de gener de 1998, en què de 1.000 d'antics (RUR) se'n feia un de nou (RUB). Amb tot, però, això no va resoldre els greus problemes econòmics del país i ja l'agost del mateix any el ruble fou devaluat i va perdre el 70% del seu valor en els sis mesos posteriors a la crisi financera russa.

## Monedes i bitllets

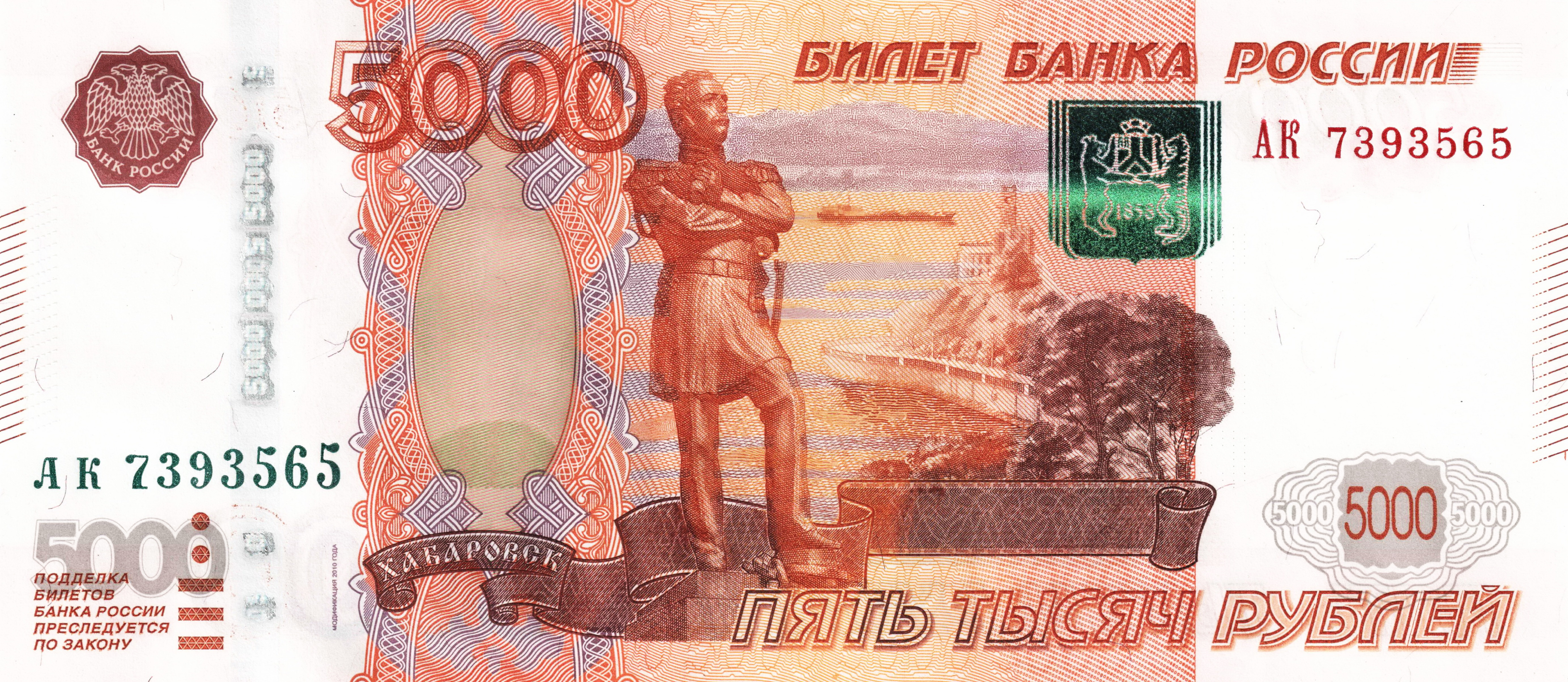
Bitllet de 5.000 rubles de la Federació Russa (2010)

Actualment en circulen monedes d'1, 5, 10 i 50 copecs i d'1, 2, 5 i 10 rubles, i bitllets de 5, 10, 50, 100, 200, 500, 1.000, 2.000 i 5.000 rubles. Les monedes d'1 i 5 copecs s'utilitzen poc, i el bitllet de 5 rubles circula rarament. De bitllets d'aquesta quantitat ja no se n'emeten, tot i que continua tenint valor legal, i les monedes de 10 rubles es preveu que acabin substituint també el bitllet.

## Taxa de canvi
- 1 EUR = 88,39 RUB (17 de setembre de 2020)
- 1 USD = 74,85 RUB (17 de setembre de 2020)